# Myrcia platyclada
Myrcia platyclada är en myrtenväxtart som beskrevs av Dc.. Myrcia platyclada ingår i släktet Myrcia och familjen myrtenväxter. Inga underarter finns listade i Catalogue of Life.